# ميسينيا (منطقة قديمة)
ميسينيا  أو ميسينا (باليونانية: Μεσσηνία)‏ كانت منطقة قديمة تقع جنوب البيلوبونيز تتداخل بشكل أكثر أو أقل مع منطقة ميسينيا الحديثة في اليونان. إلى الشمال كان لها حدود مع ايلس على طول نهر نيدا (Neda (river)). من هناك تماشت الحدود مع أركاديا على طول قمم جبل إيليوم وجبل نوميا ومن ثم عبر سفوح تايجتوس. وامتدت الحدود الشرقية مع لاكونيا على طول سلسلة جبال تايجتوس إلى نهر كوسكاراكا، ثم على طول النهر إلى البحر بالقرب من مدينة أبيا (Avia, Messenia).
تنحدر ميسينيا القديمة باستمرار دون تغيير الاسم وبتغيير بسيط للمنطقة إلى الوحدة الإقليمية الحديثة في اليونان التي تحمل الاسم نفسه. بقي السكان اليونانيين على الرغم من وجود بعض الهجرة من السلاف والألبان والأتراك.